# Прымов, Иван
Иван Райчинов Прамов (болг. Иван Райчинов Пръмов; 3 августа 1921, Войнягово — 7 марта 2005, София) — болгарский коммунистический политик и государственный деятель. Участник партизанского движения 1940-х. В 1952—1954 — секретарь организации БКП в Пловдиве. В 1957—1962 — министр сельского хозяйства НРБ, с 1963 по 1978 — секретарь ЦК БКП. Инициатор расстрела пловдивских забастовщиков 4 мая 1953.

## Партизан, комсомолец, партийный секретарь
Родился крестьянской семье. В 1936 вступил в Рабочий молодёжный союз, с 1939 возглавлял ячейку в Карлово. В 1943 примкнул к коммунистическому партизанскому отряду. Был заочно осуждён на 15 лет тюрьмы.
В 1948 Иван Прымов окончил Софийский университет, получил диплом агронома, но по специальности не работал. Был кооптирован в ЦК болгарского комсомола. С 1951 занимал должности в аппарате БКП. В 1951—1952 возглавлял региональный партийный комитет в Карлово, затем до 1954 в Пловдиве. Впоследствии характеризовался как «мракобес истории Пловдива».

## Пловдивский расстрел
Секретарство Прымова было отмечено забастовкой и восстанием пловдивских рабочих-табачников (первое в послевоенной Восточной Европе открытое выступление против коммунистического режима). 4 мая 1953 Прымов лично отдал милиции приказ стрелять в забастовщиков. Несколько человек погибли, несколько десятков были ранены.
Проявленная Прамовым жёсткость и решительность (особенно по контрасту с растерянностью Антона Югова, Райко Дамянова и других членов правительственной делегации) была положительно оценена Вылко Червенковым. Партийно-государственная карьера получила сильный стимул.
В 1954 Иван Прымов — заместитель министра, с 1957 — министр сельского хозяйства НРБ. С 1958 — депутат Народного собрания. В 1963 Прымов занял пост секретаря ЦК БКП.

## Постепенный уход
Прымов выражал полную лояльность к Тодору Живкову. Некоторую самостоятельность он проявил только раз — когда поддержал министра внутренних дел Ангела Солакова, отстранённого за вмешательство МВД в футбольные конфликты.
В 1978 Прымов был перемещён на менее значимый пост председателя Центрального кооперативного союза. В 1986 переведён на дипломатическую службу, два года был послом НРБ в ПНР (символично, что Прымов покинул Варшаву в год развернувшегося забастовочного движения, на подавление которого власти не решились).
После падения режима БКП Иван Прымов отошёл от политики. Характеризовался как екзекутор (палач), но к ответственности не привлекался. Умер в возрасте 83 лет.

## Семья в политике
Семейство Прымовых сохраняет в Болгарии заметное общественно-политическое влияние. Андрей Прымов (сын Ивана Прымова) — муж Меглены Куневой, вице-премьера в правительстве Бойко Борисова. Климент Прымов (также сын Ивана Прымова) — муж известного телевизионного менеджера Уляны Прымовой.
Кметом родного села Ивана Прымова является его родственник Петко Прымов. Интересно, что кмет Прымов представляет партию ГЕРБ и гордится тем, что сумел «разбить красную крепость», то есть отстранить от власти в селе политических единомышленников Ивана Прымова.